# Přirozený nepřítel
Přirozený nepřítel je druh (jakýkoliv organismus), který škodí určitému jinému druhu organismu. Existují čtyři základní druhy přirozených nepřátel: predátoři, paraziti, parazitoidi a škůdci – (spásači). Někdy se přirození nepřátelé definují jen jako druhy, které způsobují danému druhu smrt.
Přirozený nepřítel je velmi relativní pojem a zatímco pro jeden druh může být určitý druh přirozený nepřítel, pro druhý může naopak být neškodný nebo výhodný. Druh může být také přirozeným nepřítelem jen v určitém životním stadiu (např. jen larvy).

## Druhy přirozených nepřátel
| Druh     | Predátor                                   | Býložravec (spásač)                                       | Parazit                                 | Parazitoid |
| Definice | loví (a konzumuje) živočišnou kořist       | Konzumuje část nebo celé tělo rostlin, popř. hub          | přiživuje se na svém hostiteli          | živí se a posléze („vědomě“) zabíjí svého hostitele                                                                                  |
| Příklad  | Lev, který loví a konzumuje např. antilopy | housenky babočky kopřivové se živí listy kopřivy dvoudomé | Pijavice sají krev některých obratlovců | Parazitické vosičky; kladou vejce např. do mšic, z vajíček se líhnou larvy, které konzumují tělo zevnitř a postupně zabíjí hostitele |

## Využití přirozených nepřátel
Člověk přirozené nepřítele využívá velmi často k potírání škůdců (biologická kontrola) domestikovaných plodin a živočichů a pro ochraně ohrožených organismů. Někdy však tyto akce mohou skončit nezdarem, zvláště, když se uměle introdukují organismy na nové území.
Nebezpečná je i situace, když se některý organismus dostane do míst, kde nemá své přirozené nepřátele. V tom případě se často velmi rozšíří a může decimovat původní floru. To se často stává na izolovaných ostrovech (např. Kanárské ostrovy).